# Miguel de Almeida, 4.º conde de Abrantes
Miguel de Almeida (1560 - 28 de Novembro de 1650), senhor do Sardoal, foi um dos Quarenta Conjurados com um papel preponderante na Restauração da independência do Reino de Portugal e do Algarve em 1640, fidalgo que pertencia à Casa de Abrantes, sendo o 4º conde de Abrantes e alcaide-mor de Abrantes, de Punhete e da Amêndoa.
Depois, de ter feito parte do principal comando da operação que deu por fim o domínio filipino, pela mão do seu rei D. João IV foi chamado para ser vedor da Fazenda, encarregue da repartição do Reino, mestrados e ilhas, em 6 de Janeiro de 1641; passou a fazer parte do seu Conselho; foi conduzido para ocupar o lugar de mordomo-mor da rainha D. Luísa de Gusmão. Nessa altura igualmente recebeu o referido título de conde de Abrantes na sucessão do seu primo D. Lopo de Almeida.
Na Restauração da Independência de Portugal, nome pelo qual é conhecida a referida revolução do 1 de Dezembro, participou no assalto ao Paço da Ribeira, encarregando-se de dar o sinal para a revolta, com um tiro de pistola, e de aclamar D. João IV da janela, perante o povo.
A sua presença consta no 1.º "Auto do Levantamento e Juramento d' El-Rei Dom João IV" (de fidelidade) realizado no dia 15 de Dezembro de 1640.
Nascido em 1560 veio a falecer, sem descendência, em 28 de Novembro de 1650, tendo sido enterrado na hoje destruída Capela de São Roque, na Igreja do Convento do Carmo, em Lisboa.

## Dados Genealógicos
Era filho de D. Diogo de Almeida, comendador de Pensalvos, e de D. Leonor Coutinho.
Casou, em 1575, com: Mariana de Castro, filha de Miguel de Moura Teles, alcaide-mór de Muge e de Maria de Castro.